# Лопатино (Лукояновський район)
Лопатино (рос. Лопатино) — село в Лукояновському районі Нижньогородської області Російської Федерації.
Населення становить 486 осіб. Входить до складу муніципального утворення Лопатинська сільрада.

## Історія
Від 2009 року входить до складу муніципального утворення Лопатинська сільрада.

## Населення
| 2002 | 2010 |
| ---- | ---- |
| 551  | ↘486 |